# NGC 2171
NGC 2171 je galaktika  u zviježđu Stolu. 

## Vanjske poveznice
- SEDS: NGC 2171